# FN's økonomiske og sociale råd
FNs økonomiske og sociale råd (eng.: United Nations Economic and Social Council, forkortet ECOSOC) er et af de seks hovedorganer i Forenede Nationer (FN). Rådet har til formål at understøtte FN's generalforsamling med at fremme internationalt økonomisk og socialt samarbejde og udvikling.
ECOSOC har haft status af hovedorgan siden 1946 og bestod oprindeligt af 18 medlemslande med USA i spidsen. Siden 1995 har rådet bestået af 54 lande, der alle er valgt af generalforsamlingen for en periode på 3 år. Årligt vælger rådet en formand af dets midte. Rådet mødes to gange årligt.